# Eldo Cavalleri
Eldo Cavalleri (Verona, 15 ottobre 1906 – Verona, 16 giugno 1979) è stato un calciatore italiano, di ruolo difensore.
Fratello minore di Dino, era detto anche Cavalleri III. Fu anche un giocatore di dama, tra i più forti negli anni '20 e '30, 5 volte campione italiano.

## Carriera calcistica
Debutta in massima serie con il Verona nella stagione 1926-1927; in quella stagione ed in quella successiva colleziona complessivamente 12 presenze in maglia gialloblu.

## Carriera damistica
Inizia a giocare molto giovane, grazie all'insegnamento del padre. Si impone, non ancora ventenne, nel Campionato Regionale Veneto del 1926, ottenendo la qualifica di Maestro e il diritto di giocare il torneo degli sfidanti per il titolo di Campione Italiano, che vince brillantemente. Il confronto (su più partite) con il Campione in carica Aurelio Tagliaferri di Roma volse subito in suo favore, ma venne sospeso per indisposizione del Campione. Fu ripreso a Verona dove Cavalleri confermò la propria superiorità, conquistando quindi il titolo.
Nei tre anni successivi (1927-28-29) Cavalleri difese agevolmente il titolo contro diversi sfidanti, ma nel 1930, in disaccordo con la Federazione sulla formula del Campionato - non più previsto nella forma di match fra il detentore e lo sfidante, ma da svolgersi in un girone fra più partecipanti - decise di non difenderlo. Ritornò a competere per il titolo nel 1935 giungendo primo ex aequo con il livornese Antonio Coppoli, contro il quale disputò un match di spareggio che terminò anch'esso in parità.
Lasciata l'attività agonistica di vertice, tornò a giocare occasionalmente nel dopoguerra, e contribuì anche alla riorganizzazione della Federazione Italiana durante un momento tribolato alla fine degli anni '50.